# Necro
Necro, pseudonimo di Ron Raphael Braunstein (New York, 7 giugno 1976), è un rapper, produttore discografico, attore e regista statunitense.

## Biografia
Conosciuto all'interno dell'ambiente hip hop per i testi legati a tematiche horror e oscure.
Il suo tipo di rap è stato chiamato Death rap ed ha influenzato numerosi artisti e gruppi hip hop, in alcuni suoi brani (come Insaneology da The Pre-Fix for Death) sono presenti forti influenze death metal.
È il fratello minore del rapper Ill Bill, membro del gruppo La Coka Nostra e dei Non Phixion.

## Discografia

### Studio
- 2000 - I Need Drugs
- 2001 - Gory Days
- 2004 - The Pre-Fix for Death
- 2005 - The Sexorcist
- 2007 - Death Rap
- 2010 - Die!
- 2013 - Once Upon a Crime con Kool G Rap sotto il nome di The Godfathers
- 2018 - The Notorious Goriest

### EP
- 1998 - Necro
- 2012 - Murder Murder Kill Kill

### Raccolte
- 2001 - Rare Demos and Freestyles Volume 1
- 2001 - Rare Demos & Freestyles Volume 2
- 2003 - Rare Demos & Freestyles Volume 3
- 2012 - Metal Hip-Hop
- 2014 - Sadist Hitz

## Filmografia

### Attore

#### Cinema
- Triumph of the Kill, regia di Brian Andre - cortometraggio (2009)
- The Super, regia di Evan Makrogiannis e Brian Weaver (2010)
- Teardrop, regia di Damian John Harper - cortometraggio (2011)
- Heaven Knows What, regia di Josh e Benny Safdie (2014)
- Good Time, regia di Josh e Benny Safdie (2017)

#### Televisione
- Personal Justice – serie TV, episodi 1x2-1x3-1x4 (2009)
- The Site, regia di Mathew Fisher - film TV (2009)
- Avantgarde, regia di Marcel Walz - film TV (2010)